# Rachel Humphreys
Pour les articles homonymes, voir Humphreys.
Rachel Humphreys, née le 18 octobre 1952 et morte le 30 janvier 1990 à Manhattan (New-York), est une coiffeuse et manageuse américaine. Femme transgenre, elle est la maîtresse de Lou Reed durant les années 1970, l'accompagnant sur ses tournées et lui inspirant certaines de ses chansons et illustrations, apparaissant également dans ses albums. La chanson Coney Island Baby de l'album éponyme lui est dédiée,.

## Biographie
On ne sait pas grand-chose de la vie de Rachel avant ou après sa relation avec Reed, si ce n'est qu'elle est décédée en 1990 à l'hôpital Saint Clare. Les historiens ne sont même pas d'accord sur les faits essentiels de leur relation, comme le fait de savoir si Rachel était ou non fan de la musique de Lou, ou si une fête qu'ils ont organisée en 1977 était censée être une cérémonie de mariage ou non. 

### Premières années
Rachel Humphreys naît le 18 octobre 1952 à Bridgeton dans le New Jersey, d'un père irlandais et d'une mère mexicaine, elle est la quatrième d'une fratrie de cinq enfants. Elle étudie la cosmétologie et la coiffure à Bayonne, avant d'emménager à New York.[réf. nécessaire]

### Rencontre avec Lou Reed
| Image externe | |
|               | Lien vers la photographie de l'arrière de la pochette de l'album Sally Can't Dance, sur Flickr. Pour des questions de droit d'auteur, sa reproduction n'est pas autorisée ni sur Wikimedia Commons ni sur Wikipédia en français. |

En 1974, elle y rencontre Lou Reed au Club 82, une salle de spectacle où se produisent des artistes drag et trans. Leur relation dure de 1974 à 1978. Elle apparait sur une illustration de David Edward Byrd (en) présente à l'arrière de la pochette de l'album Sally Can't Dance de 1974.
Humphreys est une source d'inspiration particulière dans la conception de l'album Coney Island Baby qui a marqué une importante transition dans l'œuvre de Reed, les balades de cet album tranchant avec les sonorités « industrielles » de Metal Machine Music. Par ailleurs, une mention explicite à Rachel et Lou Reed est dans le premier vers de la dernière strophe de la chanson éponyme de l'album dans laquelle Reed se dédicace à lui-même le morceau avec Humphreys :  

« I'd like to send this one out to Lou and Rachel
And all the kids and P.S. 192
Coney Island baby
Man, I'd swear, I'd give the whole
thing up for you »

— Lou Reed, Coney Island Baby (1976)

### Dernières années
Rachel Humphreys meurt le 30 janvier 1990, à 37 ans, à l'hôpital Saint Clare situé à Manhattan. Si les circonstances de sa mort ne sont pas connues immédiatement, l'hôpital dans lequel elle décède était à l'époque spécialisé dans le traitement du SIDA durant le plus haut point de l'épidémie dans les années 1980 et 1990,. Un autre élément confirmant l'hypothèse d'un décès dû au SIDA est que la tombe d'Humphreys est localisée sur l'Hart Island, une île accueillant les tombes de victimes du VIH,.